# Görschen
Görschen è una frazione tedesca di 527 abitanti del comune di Mertendorf, situata nel land della Sassonia-Anhalt.
Fino al 31 dicembre 2009 ha costituito un comune autonomo.